# Willy Holt
Pour les articles homonymes, voir Holt.
William Holt dit Willy Holt (30 novembre 1921 à Quincy en Floride - 22 juin 2007 à Paris 17e) est un survivant des camp de concentration et chef décorateur de cinéma et un scénariste, né d'un père américain et naturalisé français en 1923.

## Biographie
William Gilbert Holt naît le 30 novembre 1921 à Quincy en Floride, d'un père américain et d'une mère française. Son père appartenait aux services cinématographiques des Armées. Lorsque ses parents se séparent, sa mère le ramène en France. Il passe son baccalauréat à Toulouse au lycée Fermat pendant l'Occupation. Il entre dans le réseau de Résistance "Turma Vengeance", à Paris. Chargé de convoyer de l'argent destiné au maquis du Vercors, il est arrêté en décembre 1943 par la Milice dans la gare de Grenoble. Confondu comme Juif sans qu'il le soit car circoncis (aux États-Unis la circoncision est une pratique courante même chez les non-juifs), il est déporté au camp d'Auschwitz après avoir transité par le camp de Drancy. Il survit aux marches de la mort d'Auschwitz vers Buchenwald. Il est libéré le 13 avril 1945. De son enfermement dans les camps, il confia : « Moi, j'ai eu la chance de me faire remarquer tout de suite d'un kapo qui a aimé mes dessins. Il m'a demandé si j'étais peintre. J'ai répondu que c'était ma spécialité. Je dessinais des paysages, des nus et bientôt des scènes pornographiques. C'est ça qui m'a sauvé. Dans tous les camps où l'on m'a déplacé, y compris à Buchenwald, je cherchais immédiatement un bout de papier et un crayon. Pour s'en tirer, il n'y avait rien de tel que les petits boulots, tailleur, musicien... ».
Willy Holt commence sa carrière dans le cabaret et le cirque. Grâce à ses dessins de mode, il est embauché dans la télévision naissante où il dessine les décors des émissions. Puis il se tourne vers le cinéma comme chef décorateur. Il débute en collaborant avec John Frankenheimer, Robert Parrish et Stanley Donen. En 1966, il est nommé aux Oscars pour Paris brûle-t-il ? de René Clément. La consécration vient en 1987 où il est récompensé du César du meilleur décor pour Au revoir les enfants de Louis Malle. Il tient à cette occasion un discours resté mémorable de la cérémonie des Césars.
William Holt a travaillé avec, entre autres, Arthur Penn, Otto Preminger, Fred Zinnemann, John Frankenheimer, Stanley Donen, Woody Allen, Bertrand Blier, Roman Polanski.
Il est divorcé de Micheline Bourday, à laquelle il a été marié pendant quatre ans.
En 1958, il a épousé la comédienne Martine Pascal (née en 1939), fille de Gisèle Casadesus et ils ont eu deux enfants : Nathalie Holt Bouillon (née en 1959), scénographe de théâtre et d'opéra, et Olivier Holt (né en 1960), chef d'orchestre.
Dans les 20 dernières années de sa vie, il a été uni avec Éliane Regnier.
Willy Holt a écrit un livre, Femmes en deuil sur un camion (NIL éditions), ouvrage sur sa déportation à Auschwitz. En 1995, le producteur Jean-Pierre Morillon confie un manuscrit au réalisateur Rafaël Lewandowski. Il va tourner cette histoire sous le titre Une ombre dans les yeux : « Ce film n’est pas le récit d’une déportation, mais celui d’une survie après la déportation. Même à ses enfants, le dire ne fut jamais simple. Il voulait vivre une vie normale : il fallait qu’il oublie. En dialogue avec ses proches, Jorge Semprun et Roman Polanski, il trouve peu à peu les mots pour dire le quotidien de l’horreur et l’importance de son talent de caricaturiste dans sa survie. Réflexion sur la résurgence de la mémoire et les raisons du témoignage. ». Une ombre dans les yeux, un documentaire de Rafaël Lewandowski, 1999.
Il meurt le 22 juin 2007 dans le 17e arrondissement de Paris.

## Filmographie
- 1947 : Les Petites Annonces matrimoniales
- 1953 : Les Quatre Mousquetaires de Gaston Schoukens
- 1961 : Sur la Piste... (Les Cinq Dernières Minutes, no 19), de Claude Loursais (Collaboration artistique)
- 1962 : L'inspecteur Leclerc enquête (39 épisodes)
- 1964 : Le Train de John Frankenheimer et Bernard Farrel
- 1965 : Le Jour d'après de Robert Parrish
- 1965 : Le Coup de pistolet (d'après la nouvelle d'Alexandre Pouchkine), téléfilm réalisé par Willy Holt
- 1966 : Paris brûle-t-il ? de René Clément
- 1966 : Un beau dimanche (TV)
- 1967 : Voyage à deux de Stanley Donen
- 1967 : Deux Romains en Gaule, de Pierre Tchernia (téléfilm)
- 1968 : Le Sergent de John Flynn
- 1969 : L'Escalier de Stanley Donen
- 1970 : La Dame dans l'auto avec des lunettes et un fusil de Anatole Litvak
- 1971 : Les Mariés de l'an II de Jean-Paul Rappeneau
- 1972 : Le Viager de Pierre Tchernia
- 1974 : Les Gaspards de Pierre Tchernia
- 1974 : Marseille contrat de Robert Parrish
- 1975 : Rosebud d'Otto Preminger
- 1975 : Guerre et amour de Woody Allen
- 1975 : Le Gitan de José Giovanni
- 1976 : Comme un boomerang de José Giovanni
- 1976 : Le Chasseur de chez Maxim's de Claude Vital
- 1977 : L'Homme pressé de Édouard Molinaro
- 1977 : Julia de Fred Zinnemann
- 1979 : La Gueule de l'autre de Pierre Tchernia
- 1979 : Un scandale presque parfait de Michael Ritchie
- 1981 : Une affaire d'hommes de Nicolas Ribowski
- 1982 : Le père Noël est une ordure de Jean-Marie Poiré
- 1982 : Cinq jours, ce printemps là de Fred Zinnemann
- 1983 : Le Ruffian de José Giovanni
- 1983 : Tout le monde peut se tromper de Jean Couturier
- 1983 : L'Ami de Vincent de Pierre Granier-Deferre
- 1983 : Papy fait de la résistance de Jean-Marie Poiré
- 1985 : Benya le roi ou le Cavalier rouge (film inachevé)
- 1985 : Les Enragés de Pierre-William Glenn
- 1985 : Target de Arthur Penn
- 1986 : A State of Emergency
- 1987 : Au revoir les enfants de Louis Malle
- 1990 : Milou en mai de Louis Malle
- 1991 : La Pagaille de Pascal Thomas
- 1992 : Lunes de fiel de Roman Polański
- 1993 : La Soif de l'or de Gérard Oury
- 1996 : Mon homme de Bertrand Blier

## Théâtre
- 1956 : L'Éventail de Lady Windermere d'Oscar Wilde, mise en scène Marcelle Tassencourt, Théâtre Daunou
- 1988 : Regulus 93 de Catherine Decours, mise en scène de Jean-Luc Tardieu. Maison de la Culture de Nantes.